# Абулія
Абулі́я — порушення волі, часткова або повна відсутність бажань і спонукань до дій. Абулія може бути вродженою (при тяжких випадках олігофренії) або внаслідок вольового зниження при певних психічних захворюваннях (при депресіях, станах ступору, органічних пошкодженнях головного мозку, шизофренії, певних формах наркоманії).
Абулія, за рівнем зниження мотивації, знаходиться між більш легким станом апатії і більш важким станом акінетичного мутизму.